# Blang Kuta (Bandar Dua)
Blang Kuta is een bestuurslaag in het regentschap Pidie Jaya van de provincie Atjeh, Indonesië. Blang Kuta telt 771 inwoners (volkstelling 2010).